# Teatro Nacional (Praga)
El Teatro Nacional (en checo: Národní divadlo) de Praga es conocido como el alma mater de la ópera checa y como el monumento nacional de la historia y el arte checos.
El Teatro Nacional es una de las instituciones culturales checas más importantes, con una tradición artística muy rica que fue creada y mantenida por las personalidades más distinguidas de la sociedad checa. Esta tradición ayudó a preservar y desarrollar las características más importantes de la nación: el idioma checo y un sentido para la manera de pensar musical y dramática checa.
Hoy en día el Teatro Nacional consta de tres conjuntos artísticos (ópera, ballet y drama) que alternan sus actuaciones en los edificios históricos del Teatro Nacional, el Teatro Estatal, la  Ópera Estatal y el Teatro Karlín, además del anexo (Nová scéna) construido en 1983 para alojar la Lanterna magika. Estos tres conjuntos artísticos eligen su repertorio no solo de la herencia clásica checa, sino además de centrarse en autores locales también lo hacen en la producción mundial moderna.

## El edificio

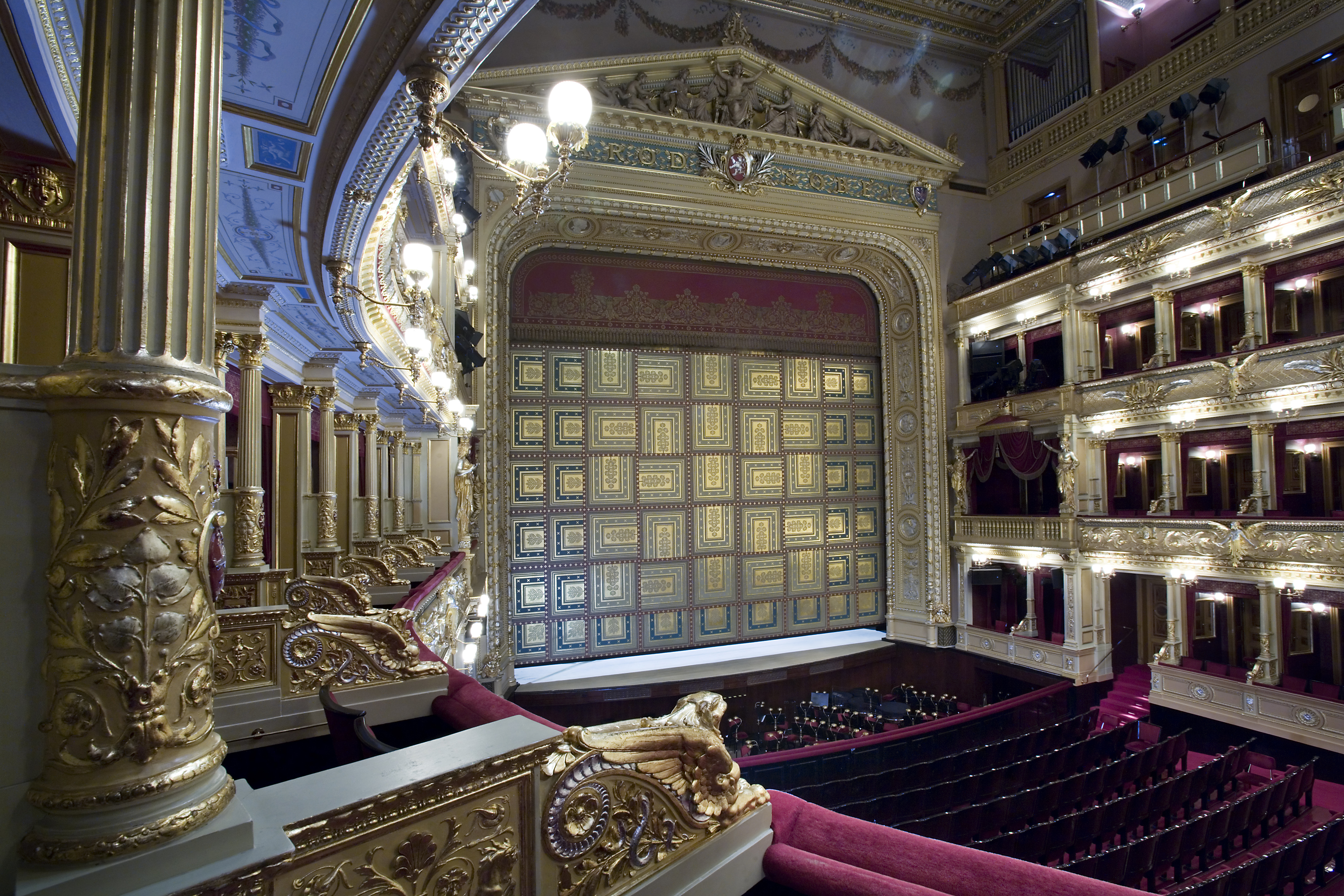
Interior de la sala

La idea de la construcción de un gran teatro en Praga que sirviera de sede a la naciente ópera nacional checa se remonta a 1844, cuando el político checo Frantisek Palacký elevó una propuesta en este sentido al Parlamento Regional. Seis años después se constituiría una sociedad encargada de recaudar fondos, mediante una suscripción popular. Un año después se determinó la localización de la parcela, a orillas del río Vltava, encarando la vista del Castillo de Praga. En la parte sur de esta parcela se erigió en 1862 el edificio del Teatro Checo Provisional (České prozatímní divadlo). Posteriormente, un grupo de jóvenes escritores e intelectuales checos (Miroslav Tyrš, Jan Neruda y Vítězslav Hálek) comenzaron una campaña para la construcción del teatro definitivo, que culminó con el encargo del proyecto al arquitecto Josef Zítek. La primera piedra se colocó el 16 de mayo de 1868 y la construcción se completó en 1877. Desde 1873 se convocaron diversos concursos para la decoración interior del edificio, en la que se combinan el estilo neo-renacentista del edificio con los temas inspirados por la mitología eslava, en auge en aquellos tiempos.
La apertura del Teatro se produjo el 11 de junio de 1881, coincidiendo con la visita a Praga del Príncipe Coronado Rodolfo, con el estreno de la ópera Libuše, de Bedřich Smetana, quien la había compuesto nueve años antes para esta ocasión. Tras once representaciones el teatro cerró de nuevo sus puertas para completar los trabajos de construcción, pero el 12 de agosto se declaró un incendio que destruyó la cubierta, el auditorio y el escenario. El incendio se consideró una tragedia nacional, y provocó un nuevo movimiento de recaudación de fondos, que condujo al encargo al arquitecto Josef Schulz, que aprovechó la ocasión para ampliarlo, incorporando el edificio del Teatro Provisional, y mejorando la visibilidad en el auditorio, al tiempo que mantenía el estilo original del proyecto de Zítek. El teatro reconstruido se reabrió el 18 de noviembre de 1883, de nuevo con Libuše.
En 1977, tras casi un siglo de funcionamiento, el teatro se cerró para acometer una importante obra de remodelación y restauración que culminó con la reapertura, el día del centenario de la inauguración, el 18 de noviembre de 1983, de nuevo con una representación de Libuše.